# Pestmauer

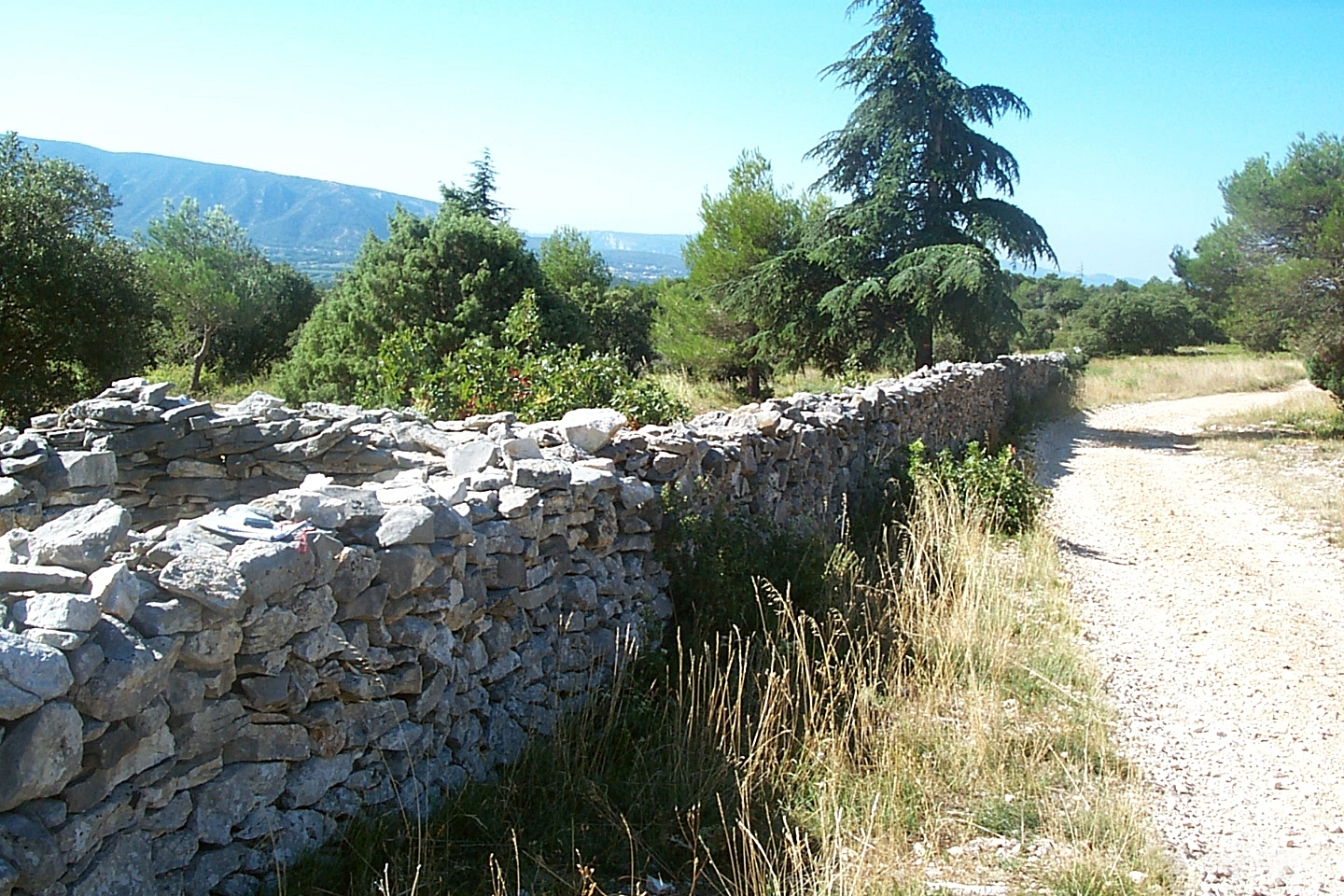
Die Pestmauer nahe Fontaine-de-Vaucluse

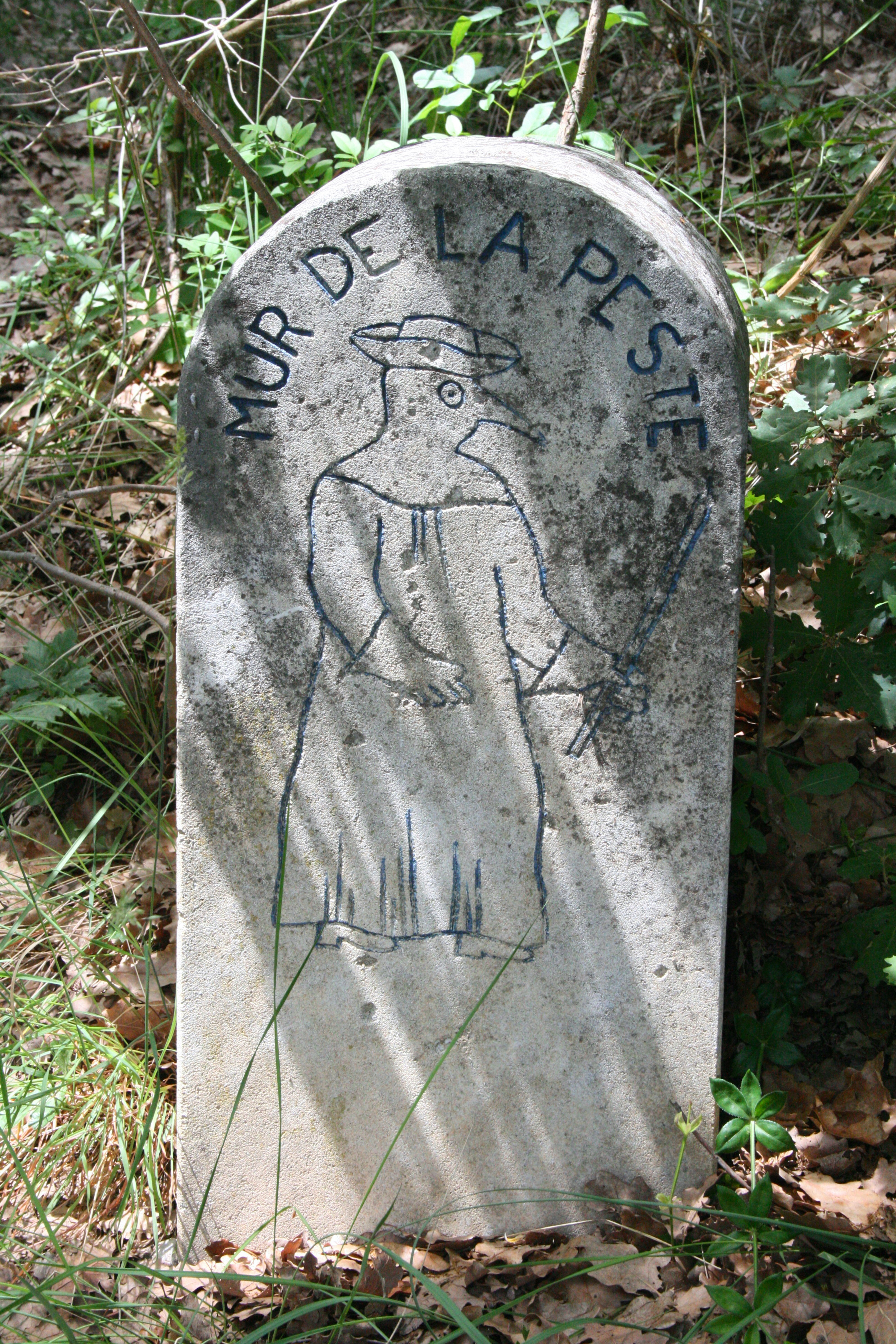
Ein Meilenstein zur Erinnerung an die Pestmauer

Die Pestmauer (frz. Mur de la peste) ist eine annähernd 25 Kilometer lange Mauer, die man ab 1721 im Hochland des Comtat Venaissin (Frankreich) errichtete, um die Ausbreitung der Pest zu verhindern, die in einer der letzten großen Epidemien Europas zwischen dem Juni 1720 und 1722/1723 in der Provence wütete. 

## Geschichte
Am 25. Mai 1720 schleppte das Schiff Le Grand St. Antoine, aus Syrien kommend, die Pest in den Hafen von Marseille ein (Große Pest von Marseille). Da man aus wirtschaftlichen Gründen die Quarantäne von Schiffsbesatzung und Ladung auf der Île de Jarre von 40 auf 26 Tage verkürzt hatte, konnte sich die Krankheit zunächst in den Armenvierteln der Stadt, dann aber auch in Aix-en-Provence, im Luberon und in den Alpillen ausbreiten. In der Provence wurden daraufhin zahlreiche Barrieren errichtet, um die Ausbreitung der Krankheit zu verhindern. Auch die Flussübergänge wurden bewacht.
Am 21. August 1720 untersagte der Vize-Legat Rainier d’Elci dem ihm unterstellten päpstlichen Comtat Venaissin den Handel mit den südlicher gelegenen Teilen der Provence. Sämtlicher Verkehr in den Bergen des späteren Départements Vaucluse wurde verboten.
Im Februar 1721 vereinbarten Vertreter des Comtat Venaissin und des Königreichs Frankreich, eine 25 Kilometer lange und zwei Meter hohe Mauer zwischen Monieux und der Schlucht von Cabrières zu errichten, um ihre jeweiligen Gebiete zu schützen. Wegen des unwegsamen Geländes und fehlender qualifizierter Baukräfte – die Arbeiten wurden überwiegend von Landarbeitern, Landstreichern und Kindern ausgeführt – dauerten die Bauarbeiten bis in den Juli 1721. Die Pestmauer wurde anschließend von etwa tausend päpstlichen Soldaten bewacht.
Bereits Ende August 1721 erreichte aber die Pest Avignon und das Comtat Venaissin, während sie in den südlicheren Teilen der Provence bereits nahezu verklungen war. Kurzerhand übernahmen französische Soldaten das Bauwerk, um nun den Süden vor dem Norden zu schützen. Erst ab Januar 1723 war auch im Comtat Venaissin die Pest überwunden.

## Besichtigung
Reste der Mauer und der kleinen Hütten für die Wachtposten sind vom Pas de Viguier im Norden, auf dem Col de la Ligne (756 m), auf der Gemarkungsgrenze von Murs nach Methamis, östlich der Fontaine-de-Vaucluse und bei Cabrières d’Avignon zu sehen.